# Далбандин (аэропорт)
Международный аэропорт «Далбандин» (англ. Dalbandin Airport) (ИАТА: DBA, ИКАО: OPDB) — небольшой внутренний аэропорт в городе Далбандин в пакистанской провинции Белуджистан. У аэропорта есть два еженедельных рейса Пакистанских международных авиалиний в/из Карачи.

## История
В настоящее время Корпус морской пехоты США использует этот аэропорт в качестве базы для операций в Афганистане.